# Arco di Giove Ammone
L'arco di Giove Ammone è stata una monumentale architettura romana di Verona, di cui rimane solo un concio di chiave raffigurante la testa di Giove Ammone e gli zoccoli di due piloni, inglobati nel muro all'angolo tra corso Porta Borsari e via Quattro Spade. Il monumento era ben noto e se ne trova riscontro nella tradizione letteraria e grafica veronese dei secoli XV-XIX, in particolare viene riconosciuto da Giovanni Caroto che lo colloca correttamente nella pianta di Verona del 1560 da lui redatta.

## Storia
L'arco, secondo alcuni studiosi, venne realizzato durante il regno della dinastia imperiale dei Flavi, quindi sul finire del I secolo d.C., mentre una seconda ipotesi fondata sulla base dei caratteri tipologici e stilistici dei pochi ornati superstiti o ricostruibili con sicurezza, grazie al contributo di Luigi Trezza, retrodata il monumento al 50-60 d.C.; in ogni caso l'arco si inserisce nel programma di monumentalizzazione urbana di molte città provinciali nel I secolo.
Vi è una ricca documentazione grafica e documentaria che rappresenta il monumento, il quale già sul finire del XV secolo si presentava nelle condizioni attuali. Una fonte, infatti, attesta come in quegli anni i resti dell'arco fossero visibili solo all'osservatore attento:
da la man destra, el gittar d'uno strale,

gli è un arco guasto, ancora triunfale,

il qual già fu fato con grande arte,

ma non gli è adesso più suso alcun trave;

ma nel canton del muro, a l'altra parte,

de l'archivolto par che sia la chiave»
(Francesco Corna Da Soncino, Fioretto de le antiche croniche di Verona.)
La chiave di volta è esposta presso il Museo lapidario maffeiano, mentre parte di un pilastro è ancora visibile dentro le vetrine di un negozio d'angolo.

## Descrizione
L'edificio era ubicato a cavallo del cardine corrispondente all'asse formato oggi da via Sant'Eufemia e via Quattro Spade, lungo il marciapiede del decumano massimo, di cui costituiva un elemento di decoro senza però essere in rapporto diretto con questo importante asse di percorrenza. La funzione principale dell'arco era quella di ingresso monumentale all'area di pertinenza del Foro: segnalava questo particolare incrocio lungo il decumano massimo, poiché attraversandolo ci si dirigeva verso gli edifici pubblici situati a ovest del foro, in particolare presso la Basilica e la Curia, centri della vita politica e amministrativa cittadina.
Grazie ad alcuni ritrovamenti archeologici si è accertata la presenza di secondo arco che si apriva lungo il cardine corrispondente all'asse formato da via Rosa e via delle Fogge, lungo il decumano massimo: i due archi erano quindi simmetrici rispetto al Foro veronese, corrispondente all'attuale piazza delle Erbe, e di dimensioni e morfologia molto simili, anche se in quel caso le colonne non erano tortili ma avevano scalanature rettilinee.
Secondo i rilievi realizzati da Luigi Trezza sul finire del Settecento, l'arco era costituito sul lato lungo da tre fornici, di cui il centrale di 3 metri e quelli laterali di 1,5 metri; il passaggio era consentito pure dal lato corto del monumento, grazie ad un'apertura di 1,5 metri. La facciata era quindi larga tanto quanto quella di Porta Borsari, che fece probabilmente da riferimento anche per l'uso delle colonne tortili nell'arco di Giove Ammone. Una seconda ipotesi ricostruttiva, elaborata da Giovanni Caroto e Andrea Palladio, maggiormente concorde alle ricerche archeologiche, definisce l'arco come un tetrapilo a pianta quadrata o rettangolare, ovvero con un unico passaggio centrale senza i fornici laterali. In particolare l'ipotesi più corretta appare quella del Palladio, che fornisce le dimensioni di un arco tetrapilo a pianta rettangolare, largo 6,20 metri, profondo 3,90 metri e alto circa 9 metri, indicando che i due fronti principali si aprivano sul cardine, mentre i due fronti secondari si aprivano lungo il marciapiede del decumano massimo per consentire il passaggio pedonale.
Dagli elementi rinvenuti, in particolare dal basamento e dai piloni composti da piedistalli continui, piedritti lisci e colonne tortili addossate agli angoli esterni, si ritiene che l'arco monumentale fosse caratterizzato da uno stile sobrio.